# Julija Wladimirowna Pachalina
Julija Wladimirowna Pachalina (russisch Юлия Владимировна Пахалина; * 12. September 1977 in Pensa) ist eine russische Wasserspringerin. Sie startet im Kunstspringen vom 1-m- und 3-m-Brett und im 3-m-Synchronspringen. Bis 2004 sprang sie in Synchronwettbewerben zusammen mit Wera Iljina, seit deren Rücktritt bildet sie zusammen mit Anastassija Posdnjakowa ein Duo. Pachalina ist mehrfache Welt- und Europameisterin, bei den Olympischen Spielen 2000 in Sydney wurde sie Olympiasiegerin.
Sie nahm bislang an drei Olympischen Spielen teil und gewann dabei fünf Medaillen. 2000 in Sydney gewann sie mit Iljina Gold im 3-m-Synchronspringen, 2004 in Athen gewann das Duo Silber, im Einzel vom 3-m-Brett gewann Pachalina Bronze. 2008 in Peking gewann sie schließlich zweimal Silber, vom 3-m-Brett und zusammen mit Posdnjakowa im 3-m-Synchronspringen.
Bei Schwimmweltmeisterschaften konnte Pachalina neun Medaillen erreichen. Bei den Weltmeisterschaften 1998 in Perth gewann sie zwei Weltmeistertitel, vom 3-m-Brett und im 3-m-Synchronwettbewerb. Bei den Weltmeisterschaften 2001 in Fukuoka gewann sie Bronze vom 3-m-Brett und Silber im 3-m-Synchronspringen, 2003 in Barcelona in den gleichen Disziplinen zweimal Silber. 2007 gewann sie in Melbourne mit Bronze ihre erste internationale Medaille vom 1-m-Brett. Bei den Weltmeisterschaften 2009 in Rom folgte Gold vom 1-m-Brett, außerdem gewann sie Bronze im 3-m-Synchronwettbewerb.
Ebenfalls sehr erfolgreich war Pachalina bei Schwimmeuropameisterschaften. Sie gewann bislang elf Medaillen, darunter achtmal Gold.
Pachalina lebt in den USA. Sie startete für das Sportteam der University of Houston, den Houston Cougars.
2024 wurde Pachalina in die International Swimming Hall of Fame aufgenommen.